# Trogossitidae
Trogossitidae es una familia de escarabajos, polífagos. Trogossitidae contiene unas 600 especies. 59 de ellas se encuentran en América y unas 36 
en Australia.
Hábitats boscosos, bajo la corteza de los árboles y también hongos de la madera. Muchos son depredadores de otros escarabajos y sus larvas. Son de distribución mundial.
Ha habido cambios taxonómicos recientes, en 2019 varios taxones han sido movidos a otras familias como Lophocateridae, Peltidae, Protopeltidae, Rentoniidae y Thymalidae.

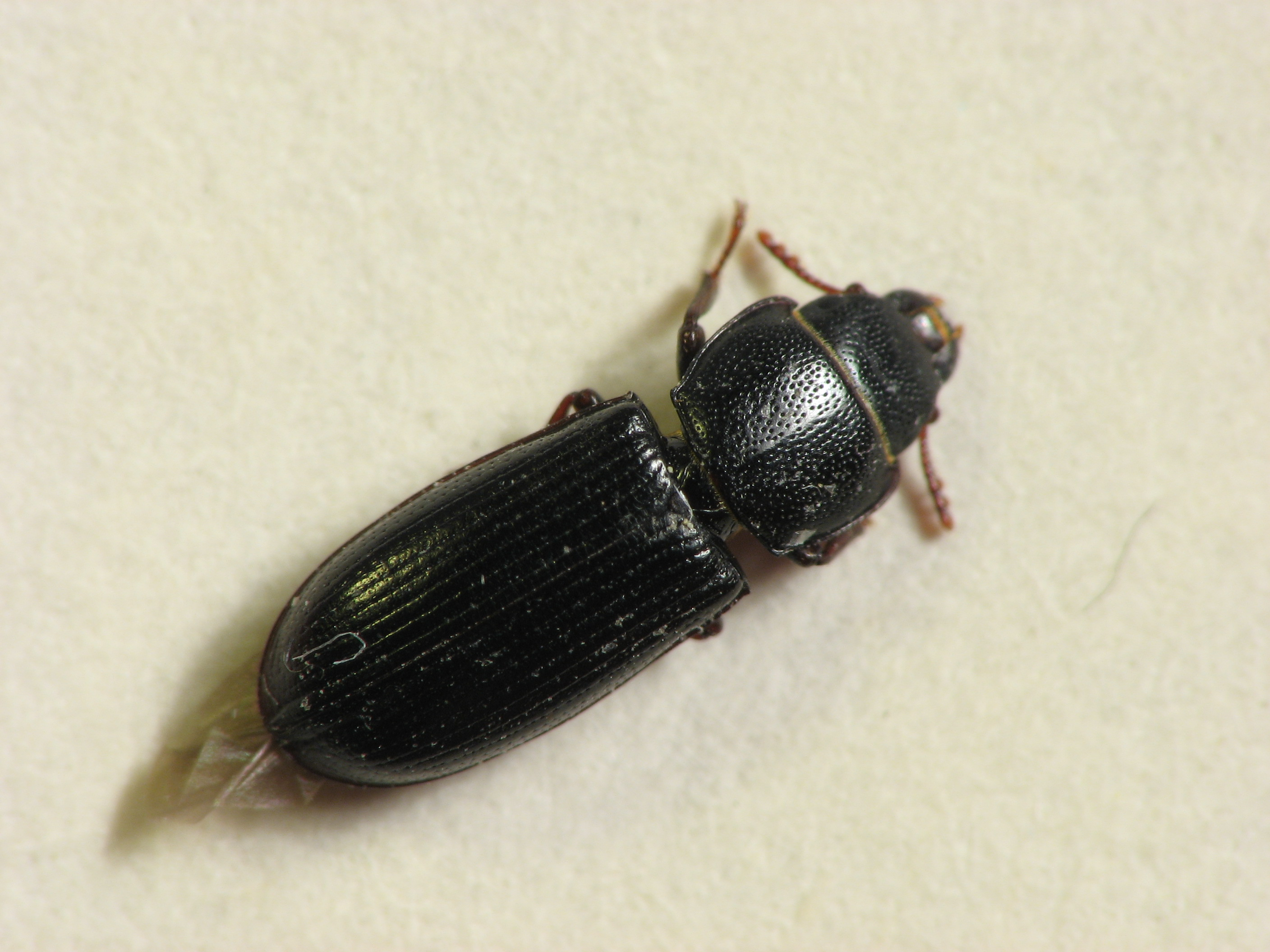
Tenebroides corticalis

## Subfamilias
- Lophocaterinae
- Peltinae
- Trogossitinae

## Géneros
- Acalanthis Erichson, 1844
- Airora Reitter, 1876
- Alindria Erichson
- Anacypta Illiger
- Calanthosoma Reitter
- Calitys Thomson, 1859
- Corticotomus Sharp, 1891
- Dupontiella Spinola
- Egolia Erichson, 1842
- Elestora Pascoe
- Eupycnus Sharp
- Euschaefferia Leng, 1920
- Gymnocheilis Dejean
- Kolibacia Leschen & Lackner, 2013
- Larinotus Carter & Zeck
- Leipaspis Wollaston, 1862
- Leperina Erichson, 1844
- Melambia Erichson
- Narcisa Pascoe
- Necrobiopsis Crowson, 1964
- Nemozoma Latreille, 1804
- Paracalanthis Crowson
- Parallelodera Fairmaire, 1881
- Phanodesta Reitter
- Seidlitzella Jakobson
- Temnoscheila Westwood, 1830
- Tenebroides Piller & Mitterpacher, 1783
- Xenoglena Reitter